# Agrostis fulva
Agrostis fulva é uma espécie de gramínea do gênero Agrostis, pertencente à família Poaceae.